# 万户制
万戶制，又称圖們或土绵，是突厥人与蒙古人的軍隊组织方法，早在匈奴时代已经有此制度。

## 蒙古时代
蒙古成吉思汗时代，十人一个十戶、十个十戶一个百戶、十个百戶一个千戶、十个千戶一个万戶、十个万戶一旗。蒙古帝國時代有九十五千戶与四个万戶，左手万戶（木华黎）、右手万戶（博尔朮）、中軍万戶（納牙阿）、林中百姓（豁儿赤）。

## 馬札爾人
馬札爾人也有此制度，波斯人叫他们的万戶为kanda。

## 土耳其
现代土耳其軍隊也有此制度。